# 松平定静
松平 定静（まつだいら さだきよ）は、江戸時代中期の大名。
伊予国・松山新田藩2代藩主、後に伊予松山藩8代藩主。定勝系久松松平家宗家9代。

## 生涯
享保14年（1729年）閏9月23日、松山新田藩初代藩主・松平定章の長男として誕生。母は側室の放光院殿（松本氏の娘）。幼名は源之介。
延享4年（1747年）、父・定章の卒去によって遺領松山新田藩1万石を継ぐ。同年、従五位下・備中守に叙任。
明和2年（1765年）、従弟で宗家藩主の松平定功の急病によって継嗣となり、翌日宗家を継承する。新田藩1万石は松山藩に返還されることなく幕府に返上され、松山新田藩は消滅する。
同年、隠岐守に転任。長男熊太郎を嫡男とするも、明和3年（1766年）、4歳にて夭折。この年、従四位下に昇る。
明和5年（1768年）、幕命により田安宗武の六男豊丸を養子として迎え、定国と名付ける。明和7年（1770年）、後桃園天皇即位のため、御使に任ぜられ、侍従に叙任する。京都では後桃園天皇に拝謁する。一方でこの年には松山城下山手代町（現在の千舟町）の足軽屋敷から出火、城下の多くが焼け出される。翌年には、養祖父・松平定喬に続いて溜之間詰に任ぜられる。これらにより松山藩の財政は逼迫、定静はたびたび藩士の俸禄を削減し、倹約を求めている。この一環として享保の大飢饉に斃れた筒井村（現在の松前町）の作兵衛を「義農」として讃え、作兵衛のために碑を建てている。
安永7年（1778年）に儒学者である浅山勿斎に藩政改革を任せ、勿斎は文武の奨励、倹約の厳守、綱紀の粛正、民心の安定を図ろうとした。しかしながら安永8年（1779年）7月10日、俄かに発病し、同月14日に江戸松山藩邸愛宕下上屋敷にて卒去した。享年51。定静の死によって松平定勝以来の男系の血筋は断絶した。勿斎は後を継いだ定国に側用人として起用され、引き続き改革を推し進めようとしたが、他の藩士たちの反対を招き、改革は挫折することになる。
遺骸が江戸三田済海寺に葬られる。遺髪は三田済海寺を発し、木曽路を経て松山大林寺へ送られ、法要が営まれた。

## 系譜
- 父：松平定章（1700-1747）
- 母：放光院殿 - 松本氏
- 養父：松平定功（1733-1765）
- 正室：旭仙院 - 織田信方娘
- 生母不明の子女
  - 長女：常君（1756-1802） - 松平定休正室
  - 長男：定保（1757-1762、早世）
  - 次女：琴君（1760-1807） - 松平信道正室
  - 次男：熊太郎（1763-1766、早世）
  - 三女：園君（1764-1802） - 太田資武正室
  - 四女：鐐君（1767-1768、早世）
  - 三男：伊勢松（1769-1769、早世）
  - 五女：多喜君（1773-1773、早世）
  - 六女：八君（1774-1792） - 秋元修朝正室
  - 四男：駒丸（1776-1777、早世）
  - 七女：雅君（1777-1789、早世）
- 養子
  - 男子：松平定国（1757-1804） - 田安宗武の六男